# Mathilde Rivas Toft
Mathilde Rivas Toft (født 16. april 1997 i Lørenskog, Norge) er en norsk håndboldspiller, som spiller i danske Viborg HK i Damehåndboldligaen.